# 白山市立光野中学校
白山市立光野中学校（はくさんしりつ ひかりのちゅうがっこう）は、石川県白山市番匠町にある公立中学校。

## 概要
1982年に松任中学校の生徒数増加に伴い同校から開校した。男子バレーボール部は全日本中学校バレーボール選手権大会での優勝経験があるなど、バレーボールの強豪校として有名である。約400名の生徒が在籍している。校舎は4階建て、体育館は2階建てであり、第2体育館や水泳プールが併設している。

## 沿革
- 1982年4月1日 - 生徒増加に伴い松任市立光野中学校として松任中学校から分離開校[7]
- 1982年11月20日 - 本校の創立記念日と定め、学校が休みとなる。[7]
- 1984年4月5日 - 校訓「全力・質実・友愛」を制定し発表する。[7]
- 1986年12月1日 - テニスコート3面完成[7]
- 1988年4月 - 光野体育館（現在の第2体育館）が完成[7]
- 1990年4月5日 - パソコン室完成[7]
- 1997年8月31日 - 相談室完成[7]
- 1998年9月6日 - ホームページ開設[7]
- 1999年5月1日 - 教育相談談話室「フレンド」開設[7]
- 2000年4月1日 - 教育相談員着任。特殊学級開設。[7]
- 2005年2月1日 - 市町村合併に伴い白山市立光野中学校に改称[7]
- 2006年8月9日 - 北信越総合体育大会で男子バレーボール部優勝。全国大会出場。[7]
- 2013年6月1日 - 大規模改造工事開始[7]
- 2015年1月31日 - 大規模改造工事終了[7]
- 2018年9月13日 - オリンピック・パラリンピック教育推進事業 オリンピアン講演会を実施[7]

## 通学区域
新田町、福増町、宮永新町、中新保町、八田中町、八田町、一塚町、倉部町、あさひ荘苑 一～四丁目、横江町、番匠町、専福寺町、田中町、八ツ矢町（ただし、東八ツ矢区のIRいしかわ鉄道線以北のみ。）、八ツ矢新町（ただし、1番地のみ。）、相木町（ただし、北相木5区のみ。）、宮永町（ただし、北相木1・2区を除く。）、宮永市町（ただし、北相木1・4区を除く。）、五歩市町（ただし、東八ツ矢区を除く。）

## 進学前小学校
- 東明小学校（一部は松任中学校に進学）

- 北陽小学校（一部は北星中学校、松任中学校に進学）

- 旭丘小学校

## 出身著名人
- 大谷駿斗 サッカー選手
- MAYA（NiziU）